# Palaeontinodes daohugouensis
Palaeontinodes daohugouensis  (лат.) — ископаемый вид цикадовых полужесткокрылых насекомых рода Palaeontinodes (семейство Palaeontinidae). Обнаружен в юрских отложениях Китая: (Daohugou Formation, келловейский ярус, возраст около 160 млн лет).

## Описание
Среднего размера ископаемые полужесткокрылые, которые были описаны по отпечаткам, длина переднего крыла 22,1 мм, ширина 10,4 мм.
Вид Palaeontinodes daohugouensis был впервые описан в 2007 году китайскими палеоэнтомологами Б. Ваном и Х. Чжаном (B. Wang; H. C. Zhang) вместе с видами Abrocossus longus, Neimenggucossus normalis, Suljuktocossus chifengensis. Название виду P. daohugouensis дано по имени места обнаружения (Daohugou).
Таксон Palaeontinodes daohugouensis включён в состав рода Palaeontinodes Martynov 1937 вместе с видами Palaeontinodes chengdeensis Hong 1983, Palaeontinodes minor Becker-Migdisova and Wootton 1965, Palaeontinodes locellus Wang and Zhang 2007, Palaeontinodes haifanggouensis Hong 1983, Palaeontinodes shabarovi, Palaeontinodes reshuitangensis Wang and Zhang 2007, Palaeontinodes separatus Wang and Zhang 2007 и Palaeontinodes angarensis.